# 胡先春
胡先春（1945年—），汉族，中华人民共和国政治人物、第十一届全国政协委员。
加入中国共产党，担任四川省总工会原党组书记、常务副主席。2008年，当选第十一届全国政协委员，代表中华全国总工会，分入第十七组。